# مسجد باماكو الكبير
مسجد باماكو الكبير هو مسجد في وسط مدينة باماكو في مالي. تم بناء المسجد الحالي على موقع مسجد من الطوب اللبن من قبل الاستعمار، وتم بناؤه بتمويل من حكومة المملكة العربية السعودية في نهاية السبعينيات. المسجد هو واحد من أطول المباني في باماكو، ويقع شمال نهر النيجر بالقرب من السوق المركزي (جراند ماركي) وكاتدرائية باماكو من الحقبة الاستعمارية. مع مآذنه الإسمنتية المرتفعة المبنية حول هيكل مركزي مربع،والمبنى أقرب من الناحية الأسلوبية إلى المباني الدينية السعودية عن غرب إفريقيا. المسجد مرئي من معظم أنحاء المدينة ويُفتح أحيانًا للسياح.